# Parascotia lorai
Parascotia lorai is een vlinder uit de familie van de spinneruilen (Erebidae). De wetenschappelijke naam van de soort is voor het eerst geldig gepubliceerd in 1967 door Agenjo.
Deze nachtvlinder komt voor in Europa.